# 德魯蘇斯拱門

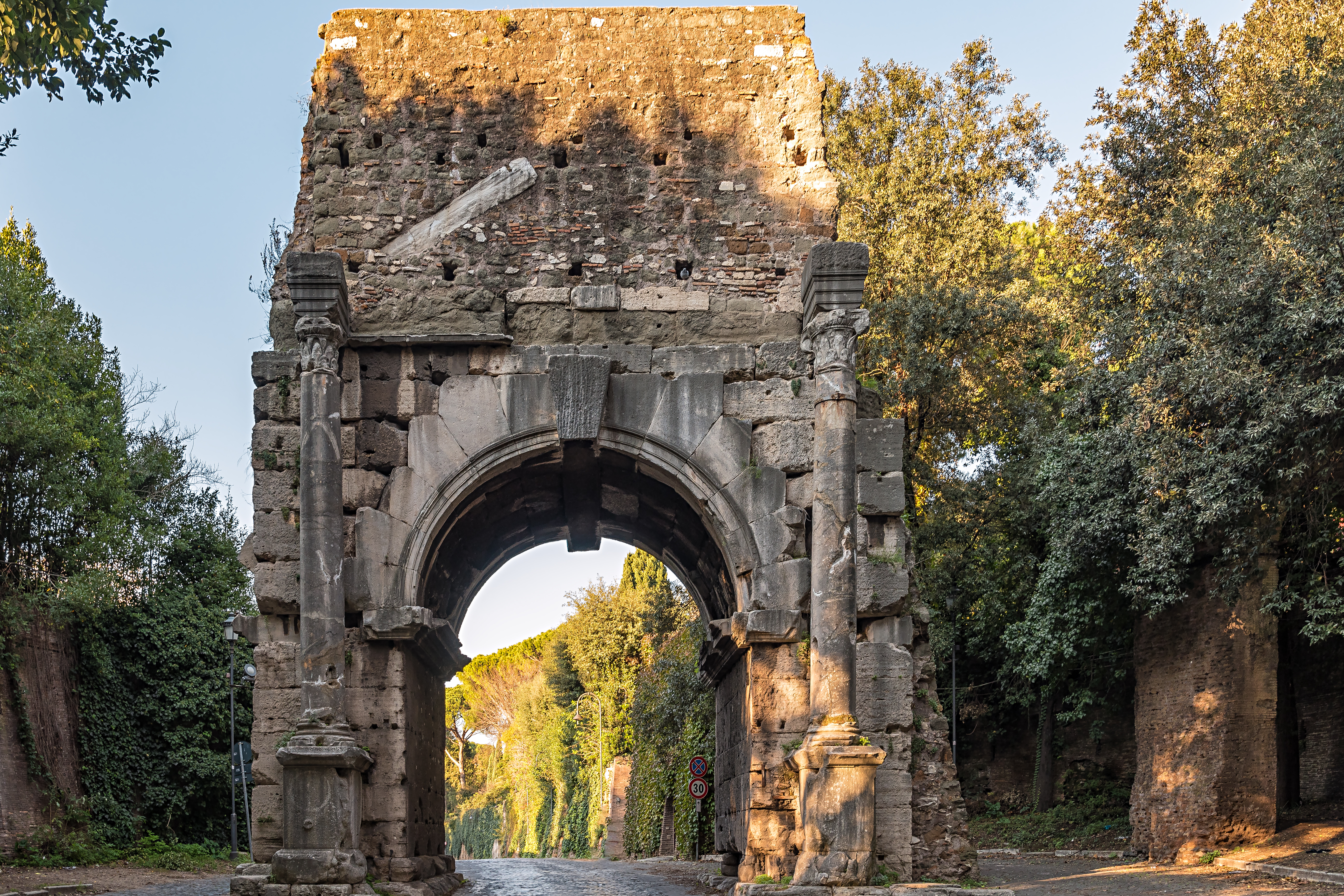
德魯蘇斯拱門

德魯蘇斯拱門是羅馬的一座拱門，靠近亞壁古道，和聖巴斯弟盎門相鄰。現在該拱門僅保留有一座拱，但最初該拱門有三個拱。